# Armadillo de la Patagònia
L'armadillo de la Patagònia (Zaedyus pichiy) és una espècie de mamífer cingulat de la família dels clamifòrids, l'única vivent del gènere Zaedyus. La distribució d'aquest petit armadillo s'estén des de l'Argentina central i meridional (Patagònia), cap a l'oest vers les regions herboses andines de Xile i cap al sud fins a l'estret de Magallanes. El seu registre fòssil també s'estén a Bolívia.
El seu cos mesura aproximadament 30 cm, amb una cua d'uns 12 cm. Té una cuirassa de color marró fosc, plaques dorsals gruixudes i urpes ben desenvolupades. Quan se l'amenaça, l'armadillo de la Patagònia s'encaixa dins el niu poc profund, fent que sigui difícil per a l'atacant treure-l'en a causa de les seves escates desdentegades.
El nom específic pichiy deriva del mot mapudungun pichi, que significa ‘petit’.